# Gran Premio Femenino de Plouay 2021
La 23.ª edición del Gran Premio Femenino de Plouay (oficialmente: Grand Prix Lorient Agglomération - Trophée Ceratizit) se celebró el 30 de agosto de 2021 sobre un recorrido de 150,15 km con inicio y final en la ciudad de Plouay en Francia.
La carrera formó parte del UCI WorldTour Femenino 2021 como competencia de categoría 1.WWT del calendario ciclístico de máximo nivel mundial, siendo la décima cuarta carrera corrida en la temporada 2021 en dicho circuito, y fue ganada por la italiana Elisa Longo Borghini del equipo Trek-Segafredo. El podio lo completaron la francesa Gladys Verhulst del equipo Arkéa y la estadounidense Kristen Faulkner del equipo TIBCO-SVB.

## Equipos
Tomaron la salida un total de 15 equipos, de los cuales participarán 7 equipos de categoría UCI WorldTeam Femenino y 8 equipos de categoría UCI Continental Team Femenino, quienes conformaron un pelotón de 85 ciclistas de las cuales terminaron 66. Los equipos participantes fueron:
| translation for headoftableIII_translate index 58 not found (7)- Alé BTC Ljubljana - Canyon-SRAM Racing - FDJ-Nouvelle Aquitaine-Futuroscope - Liv Racing - SD Worx - Team DSM - Trek-Segafredo UCI Women's continental teams (4)- Ceratizit-WNT Pro Cycling - Arkéa Pro Cycling Team - Stade Rochelais Charente-Maritime Women Cycling - Team Tibco-Silicon Valley Bank Unknown team category (4)- Massi Tactic - Jumbo-Visma Women Team - Parkhotel Valkenburg - Valcar-Travel & Service |
| |

## Clasificaciones finales
Las clasificaciones finalizaron de la siguiente forma:

### Clasificación general
| \| Clasificación general \| Clasificación general \| Clasificación general \| Clasificación general \| Clasificación general \| \| Ciclista \| Ciclista \| Equipo \| Tiempo \| \| \| --------------------- \| ---------------------- \| ---------------------------------- \| --------------------- \| --------------------- \| \| 1.ª \| Elisa Longo Borghini \| Trek-Segafredo \| 4 h 06 min 02 s \| \| \| 2.ª \| Gladys Verhulst \| Arkéa Pro Cycling Team \| + 12 s \| \| \| 3.ª \| Kristen Faulkner \| Tibco-Silicon Valley Bank \| + 12 s \| \| \| 4.ª \| Sofia Bertizzolo \| Liv Racing \| + 12 s \| \| \| 5.ª \| Évita Muzic \| FDJ-Nouvelle Aquitaine-Futuroscope \| + 12 s \| \| \| 6.ª \| Eugenia Bujak \| Alé BTC Ljubljana \| + 12 s \| \| \| 7.ª \| Lizzie Deignan \| Trek-Segafredo \| + 12 s \| \| \| 8.ª \| Coryn Rivera \| Team DSM \| + 12 s \| \| \| 9.ª \| Ashleigh Moolman-Pasio \| SD Worx \| + 12 s \| \| \| 10.ª \| Anna Henderson \| Jumbo-Visma Women Team \| + 12 s \| \| |                        |                                    |                 |
| |                        |                                    |                 |
| Fuente: ProCyclingStats |                        |                                    |                 |
| Clasificación general |                        |                                    |                 |
| Ciclista | Ciclista               | Equipo                             | Tiempo          |
| 1.ª | Elisa Longo Borghini   | Trek-Segafredo                     | 4 h 06 min 02 s |
| 2.ª | Gladys Verhulst        | Arkéa Pro Cycling Team             | + 12 s          |
| 3.ª | Kristen Faulkner       | Tibco-Silicon Valley Bank          | + 12 s          |
| 4.ª | Sofia Bertizzolo       | Liv Racing                         | + 12 s          |
| 5.ª | Évita Muzic            | FDJ-Nouvelle Aquitaine-Futuroscope | + 12 s          |
| 6.ª | Eugenia Bujak          | Alé BTC Ljubljana                  | + 12 s          |
| 7.ª | Lizzie Deignan         | Trek-Segafredo                     | + 12 s          |
| 8.ª | Coryn Rivera           | Team DSM                           | + 12 s          |
| 9.ª | Ashleigh Moolman-Pasio | SD Worx                            | + 12 s          |
| 10.ª | Anna Henderson         | Jumbo-Visma Women Team             | + 12 s          |

## Ciclistas participantes y posiciones finales
Convenciones:
- AB-N: Abandono en la etapa N
- FLT-N: Retiro por llegada fuera del límite de tiempo en la etapa N
- NTS-N: No tomó la salida para la etapa N
- DES-N: Descalificado o expulsado en la etapa N

## UCI WorldTour Femenino
El Gran Premio Femenino de Plouay otorgó puntos para el UCI World Ranking Femenino y el UCI WorldTour Femenino para corredoras de los equipos en las categorías UCI WordTeam Femenino y UCI Women's continental teams. Las siguientes tablas muestran el baremo de puntuación y las 10 corredoras que obtuvieron más puntos:
| Posición   | 1.ª | 2.ª | 3.ª | 4.ª | 5.ª | 6.ª | 7.ª | 8.ª | 9.ª | 10.ª | 11.ª | 12.ª | 13.ª | 14.ª | 15.ª | 16.ª-20.ª | 21.ª-30.ª | 31.ª-40.ª |
| Puntuación | 400 | 320 | 260 | 220 | 180 | 140 | 120 | 100 | 80  | 68   | 56   | 48   | 40   | 32   | 28   | 24        | 16        | 8         |

| Clasificación |                        |                                    |        |
| Posición      | Ciclista               | Equipo                             | Puntos |
| ------------- | ---------------------- | ---------------------------------- | ------ |
| 1.ª           | Elisa Longo Borghini   | Trek-Segafredo                     | 400    |
| 2.ª           | Gladys Verhulst        | Arkéa                              | 320    |
| 3.ª           | Kristen Faulkner       | TIBCO-SVB                          | 260    |
| 4.ª           | Sofia Bertizzolo       | Liv Racing                         | 220    |
| 5.ª           | Évita Muzic            | FDJ Nouvelle Aquitaine Futuroscope | 180    |
| 6.ª           | Eugenia Bujak          | Alé BTC Ljubljana                  | 140    |
| 7.ª           | Elizabeth Deignan      | Trek-Segafredo                     | 120    |
| 8.ª           | Coryn Rivera           | DSM                                | 100    |
| 9.ª           | Ashleigh Moolman-Pasio | SD Worx                            | 80     |
| 10.ª          | Anna Henderson         | Jumbo-Visma                        | 68     |